# Smíšené družstvo na Letních olympijských hrách 1896
Smíšené družstvo bylo vytvořeno na letních olympijských hrách 1896 v řeckých Athénách kvůli soutěži ve čtyřhře v tenisu.

## Medailisté
| Medaile | Jméno                                                     | Sport | Soutěž  |
| ------- | --------------------------------------------------------- | ----- | ------- |
| Zlato   | John Pius Boland (GBR) · Friedrich Traun (GER)            | Tenis | čtyřhra |
| Stříbro | Dionysios Kasdaglis (GRE) · Demetrios Petrokokkinos (GRE) | Tenis | čtyřhra |
| Bronz   | Edwin Flack (AUS) · George S. Robertson (GBR)             | Tenis | čtyřhra |